# Dendrocnide
Dendrocnide là chi thực vật có hoa trong họ Tầm ma.

## Các loài
Chi này gồm khoảng 43 loài:
- Dendrocnide amplissima (Blume) Chew
- Dendrocnide basirotunda (C.Y.Wu) Chew
- Dendrocnide carriana Chew
- Dendrocnide celebica Chew
- Dendrocnide contracta (Blume) Chew
- Dendrocnide corallodesme (Lauterb.) Chew
- Dendrocnide cordata (Warb. ex H.Winkl.) Chew
- Dendrocnide cordifolia (L.S.Sm.) Jackes
- Dendrocnide crassifolia (C.B.Rob.) Chew
- Dendrocnide densiflora (C.B.Rob.) Chew
- Dendrocnide elliptica (Merr.) Chew
- Dendrocnide excelsa (Wedd.) Chew
- Dendrocnide gigantea (Poir.) Chew
- Dendrocnide harveyi (Seem.) Chew
- Dendrocnide kajewskii Chew
- Dendrocnide kjellbergii Chew
- Dendrocnide kotoensis (Hayata ex Yamam.) B.L.Shih & Yuen P.Yang
- Dendrocnide latifolia (Gaudich.) Chew
- Dendrocnide longifolia (Hemsl.) Chew
- Dendrocnide luzonensis (Wedd.) Chew
- Dendrocnide meyeniana (Walp.) Chew
- Dendrocnide microstigma (Gaudich. ex Wedd.) Chew
- Dendrocnide mirabilis (Rech.) Chew
- Dendrocnide morobensis Chew
- Dendrocnide moroidea (Wedd.) Chew
- Dendrocnide nervosa (H.J.P.Winkl.) Chew
- Dendrocnide oblanceolata (Merr.) Chew
- Dendrocnide peltata (Blume) Miq.
- Dendrocnide photiniphylla (Kunth) Chew
- Dendrocnide pruritivus H.St.John
- Dendrocnide rechingeri (H.J.P.Winkl.) Chew
- Dendrocnide rigidifolia (C.B.Rob.) Chew
- Dendrocnide schlechteri (H.J.P.Winkl.) Chew
- Dendrocnide sessiliflora (Warb.) Chew
- Dendrocnide sinuata (Blume) Chew: Nàng hai, han trắng.
- Dendrocnide stimulans (L.f.) Chew: Mán nam, han tím, mán Thorel.
- Dendrocnide subclausa (C.B.Rob.) Chew
- Dendrocnide ternatensis (Miq.) Chew
- Dendrocnide torricellensis (Lauterb.) Chew
- Dendrocnide urentissima (Gagnep.) Chew: Mán voi, han voi, lá han, mán ông voi
- Dendrocnide venosa (Elmer) Chew
- Dendrocnide vitiensis (Seem.) Chew
- Dendrocnide warburghii (W. Winkl.) Chew